# Olympische Winterspiele 1968/Teilnehmer (Indien)
| Gelbes Symbol für Goldmedaillen mit stilisierten Olympischen Ringen | Graues Symbol für Silbermedaillen mit stilisierten Olympischen Ringen | Braundes Symbol für Bronzemedaillen mit stilisierten Olympischen Ringen |
| ------------------------------------------------------------------- | --------------------------------------------------------------------- | ----------------------------------------------------------------------- |
| —                                                                   | —                                                                     | —                                                                       |

Indien nahm an den Olympischen Winterspielen 1968 im französischen Grenoble mit einem Athleten teil.
Nach 1964 in Innsbruck war es die zweite Teilnahme Indiens an Olympischen Winterspielen.

## Teilnehmer nach Sportarten

### Ski Alpin
- Jeremy Bujakowski
Abfahrt, Männer: 53. Platz
Riesenslalom, Männer: 65. Platz
Slalom, Männer: dnf